# William Henry Gladstone
Pour les articles homonymes, voir Gladstone.
William Henry Gladstone, né à Hawarden au pays de Galles le 3 juin 1840 et mort dans la cité de Westminster le 4 juillet 1891, est un homme politique britannique.

## Biographie
Il est le fils aîné de William Ewart Gladstone, l'une des figures dominantes de la vie politique britannique de la seconde moitié du XIXe siècle et quatre fois Premier ministre entre 1868 et 1894. Comme son père, il est éduqué au collège d'Eton. Il étudie les humanités (le latin, le grec et la littérature antique) au collège Christ Church de l'université d'Oxford. Comme son père également, il s'engage en politique dans le Parti libéral. Aux élections législatives de 1865, il est élu une première fois député de la cité de Chester à la Chambre des communes ; il siègera sans discontinuer au Parlement jusqu'en 1885. Il est ministre-adjoint au Trésor (junior Lord of the Treasury) de 1869 à 1874 dans le gouvernement de son père,.
« Organiste accompli », il s'intéresse à l'histoire de la musique sacrée de l'Église d'Angleterre, et compose plusieurs chants et hymnes religieux. Membre occasionnel du Old Etonians Football Club, club de football qui rassemble d'anciens élèves du collège d'Eton, il joue comme défenseur dans l'équipe nationale d'Écosse de football lors de son premier match (non-officiel) (en) contre l'équipe d'Angleterre le 5 mars 1870, organisé par l'Anglais Charles Alcock et qui se termine sur le score de 1-1. Il participe à un second match en 1871.
Atteint d'une tumeur au cerveau et paralysé du côté droit du corps, il se met en retrait de la vie politique et meurt en juillet 1891, à l'âge de 51 ans, sept ans avant son père. Son fils unique Will Gladstone sera lui aussi député libéral à la Chambre des communes, avant d'être tué au combat en 1915 durant la Première Guerre mondiale.